# نهرو سعيد صافي
نهرو سعيد صافي وهو سياسي عراقي شغل منصب عضو في الجمعية الوطنية الانتقالية المؤقتة عامي 2004 و2005.